# Society for the Study of French History
La Society for the Study of French History est une société britannique établie pour promouvoir la recherche sur l'histoire de France.
La société est fondée en 1968 par Richard Bonney et s'est vu accorder[Par qui ?] le statut d'organisme de bienfaisance en 1992 et tient un congrès annuel.

## Publications
Elle publie la revue French History.